# الطريق الأوروبي E70
الطريق الأوروبي E70 هو طريق من شبكة الطرق الأوروبية الدولية. هو طريق من الغرب إلى الشرق يمتد من لاكورونيا في إسبانيا في الغرب إلى مدينة بوتي الجورجية في الشرق.